# Мари-Жозе Перек
Мари-Жозе Перек (фр. Marie-José Pérec; Бас-Тер, 9. мај 1968.) је некадашња француска атлетичарка, трострука олимпијска шампионка која се специјализовала за трке на 200 и 400 метара. Рођена је у француској прекоморској области Гвадалупе. Преселила се у Париз када је имала 16 година.

## Атлетска каријера
Перек је први пут представљала Француску у дисциплини 200 метара на Олимпијским играма 1988. у Сеулу, где је стигла до четвртфинала. Освојила је титулу светске првакиње у трци на 400 метара на Светском првенству 1991. у Токију. Ново злато у истој дисциплини освојила је на Светском првенству 1995. у Гетеборгу. Своју прву златну олимпијску медаљу освојила је на 400 метара на Олимпијским играма у Барселони 1992.
Трчала је 200 и 400 метара на Играма у Атланти 1996. и победила у обе трке. Перек је тада победила на 400 метара у времену новог олимпијског рекорда од 48,25 секунди. Након 23 године  је Салва Еид Насер, у октобру 2019. године, трчала брже и потиснула Перек на четврто место на листи најбржих спринтерки свих времена на 400 метара.
Перек је освојила златну медаљу и у трци штафета 4 × 400 метара  на Европском првенству 1994. у Хелсинкију. 1997. прешла је на 200 метара, али се повукла у полуфиналу Светског првенстванакон што је задобила повреду бутног мишића приликом загревања. У марту 1998. дијагностификована јој је мононуклеоза, и дуг опоравак ју је приморао да паузира са такмичењима до следеће године.
22. септембра 2000. повукла се неколко дана пре старта трка на 200 и 400 метара на Играма у Сиднеју 2000. Перек је тврдила да су јој претили и вређали откако је стигла у Аустралију и да је локална штампа, која је подржавала аустралијску атлетичарку Кети Фриман, покушавала да саботира њене шансе да освоји злато на 400 метара.
Током каријере, Перек је тренирала углавном у Лос Анђелесу. Званично се повукла из такмичарске атлетике у јуну 2004. са 36 година.

## Живот након повлачења из атлетике
Перек је уписала најбољу француску пословну школу ЕССЕК и дипломирала 2007. са звањем мастера из спортског менаџмента.
Чланица је клуба „Шампиони за мир“, групе од више од 70 познатих елитних спортиста посвећених промовисању мира у свету кроз спорт, коју је створила међународна организација Мир и спорт (Peace and Sport), са седиштем у Монаку.
Перек је учествовала на француском ријалити музичком такмичењу Маскирани певач, изводећи Стромајеву „Папаутаи“ и Анжелину „Balance ton quoi“ пре него што је елиминисана у првој епизоди.
26. јула 2024. Перек и џудиста Теди Ринер запалили су олимпијски пламен на церемонији отварања Олимпијских игара 2024. у Паризу.

## Породица
Мари-Жозин партнер је француски скијаш слободног стила Себастијен Фукра. Имају једно дете, сина по имену Нолан, рођеног 30 марта 2010.

## Награде
Француски председник Франсоа Оланд је 9. октобра 2013. у Јелисејској палати доделио Перек Национални орден Легије части (фр. Officier de la Légion d'honneur). Оланд ју је тада описао као „једну од најсјајнијих спортисткиња у историји француске атлетике”. Још 1996. Перек је добила Национани орден Витеза Легије чассти (фр. Chevalier de la Légion d'honneur).
Перец је уврштена у ИААФ Кућу славних у новембру 2013.

## Лични рекорди
| Дисциплина    | Време (секунде.стотинке) | Ветар (метара у секунди) | Датум            | Место одржавања         |
| ------------- | ------------------------ | ------------------------ | ---------------- | ----------------------- |
| 100 м         | 10.96                    | +1.2                     | 27. јул 1991.    | Дижон, Француска        |
| 200 м         | 21.99                    | +1.1                     | 2. јул 1993.     | Вилнев-д'Аск, Француска |
| 400 м         | 48.25                    |                          | 29. јул 1996.    | Атланта, САД            |
| 400 м препоне | 53.21                    |                          | 16. август 1995. | Цирих, Швајцарска       |